# Jócsik Lajos
Jócsik Lajos (Érsekújvár, 1910. május 4. – Esztergom, 1980. december 31.) jeles közgazdász, szociológus, író és politikus.
Igazi sokoldalú egyéniség, számos szakmai publikáció és tanulmány mellett regényeket is írt, és jelentős alakja volt a második világháború utáni magyar politikának. Bátran nevezhető a mai kor egyik új tudományága, az ökológia előfutárának. 1971-ben megjelent Az öngyilkos civilizáció – A levegő és a víz szennyeződése, a talajerő pusztulása c. műve a maga nemében az első a magyar szakirodalomban. Nemcsak a hazai környezetvédelem úttörője, de nemzetközi viszonylatban is az elsők között ismerte fel az emberiség környezet-átalakító tevékenységét és ennek veszélyeit. Ahogyan Jócsik Lajos fogalmazta meg egy könyvében: célja „időben kiáltani”, hogy még visszafordíthassuk a javában zajló környezetpusztítást.

## Életútja
Érsekújvárban látta meg a napvilágot, 1910-ben. Gyerekkorát a felvidéki városban és környékén élte – szerető családban, de állandó anyagi problémák közt. Így már gyerekként szembesült a mindennapok küzdelmeivel, és arra kényszerült, hogy szerepet vállaljon a család eltartásában (egy ideig lámpagyújtogatóként is dolgozott). Gimnáziumi évei alatt részt vett a regősútnak nevezett első falukutatásokban. Érettségi után lovas tüzérként Brünnben teljesítette sorkatonai szolgálatát. Még csehszlovák állampolgárként Párizsba került egyetemre, így a francia tudományosság és kultúra követeként is számon tarthatjuk. A párizsi évek után Prágában folytatta jogi tanulmányait, amelynek végeztével doktori címet szerzett.
Mivel határon túlra került magyarként szlovák és cseh környezetben is élt, több kultúrában is otthonosan mozgott. Jórészt ez tette számára lehetővé globális, a nemzeti gondolkodásmódon túlmutató világnézetét.
Amikor az I. bécsi döntés értelmében 1938 őszén a Felvidék magyarlakta részei Magyarországhoz kerültek, Jócsik is magyar állampolgárrá vált, de a baloldali Sarló mozgalomban kifejtett tevékenysége miatt hamarosan persona non grata lett. A rendőrség le is tartóztatta, majd rendőri felügyelet alá helyezték. Emellett, vagy ennek ellenére öntudatos magyar volt, első kötetét Iskola a magyarságra. Egy nemzedék élete húszéves kisebbségben (1939) c. művét Babits Mihály Baumgartner-díjra javasolta. Ebben a két világháború közötti Csehszlovákiában élt és elnyomott magyarság problémáiról írt, önéletrajzi elemekkel átszőve.
A Felvidékről települt át Piliscsabára, majd Budapesten élt. Élete alkonyát javarészt Esztergomban töltötte, és itt is hunyt el 1980-ban, szilveszter éjjelén.
2000-ben a Környezetvédelmi Világnapon, halálának 20. évfordulóján Jócsik Lajos emlékkonferenciát rendezett az Esztergomi Környezetkultúra Egyesület.

## Írói munkásságának kezdete
Erős íráskészség, mondani és tenni akarás vezérelte egész életében. Ennek köszönhetjük könyveit és tanulmányait. Már 21 éves korában cikkel debütált a kolozsvári Korunkban, ahol a későbbiek során is számos tanulmányt publikált.
Az 1930-as években a szlovákiai magyar értelmiség Sarló mozgalmának irányítói közé tartozott. A prágai rádióműsor szerkesztőjeként dolgozott, miközben a Magyar Újságban „A történelem sodrában” c. rovatot vezette. 1940-től Móricz Zsigmond segítőjeként a Kelet Népe folyóirat szerkesztője a lap megszűnéséig (1942).
Írói munkájához tartozik, hogy ezekben az években tagja volt a lengyel–magyar kapcsolatok ápolását célul tűző Magyar Mickiewicz Társaságnak.

## Az ökológia és környezetvédelem hazai úttörője
Közgazdasági iskolázottsága nyomán írta első szakkönyveit, amelyekben a Duna menti kis népek gazdasági egymásrautaltságát és ennél fogva együttműködési kényszerét hirdette. Ide kapcsolódó írásai a A Közép-Duna medence közgazdasága (1944) és az Iparra magyar! (1944). Javarészt közgazdasági témájúak következő könyvei is: Magyar szabadság, világszabadság (tanulmány, 1945), A társadalomtudomány és a közoktatás (tanulmány, 1946). Tulajdonképpen ezen az úton haladva jutott el idősebb korára a környezetgazdálkodás témájához. Egy 1964-ben megjelent művében az élelmiszer-ellátás kérdéskörét járja körül. 1971-ben írta meg korszakos jelentőségű könyvét Az öngyilkos civilizációt. 1976-ban született műve, a Környezetünk védelmében: Hazai feladatok és nemzetközi együttműködés egyfajta továbblépést jelentett ezen az úton. 1977-ben írta meg a szakma – többek szerint máig sem felülmúlt – alapművét, Egy ország a csillagon címmel.
Sokáig inspirálták Franciaországban szerzett tapasztalatai, ahol már a ’30-as években napirendre kerültek a környezetgazdálkodási, környezetvédelmi kérdések. A bioszféra szerves anyagának minél teljesebb visszaforgatása, a szelektív hulladékgyűjtés és -újrafelhasználás foglalkoztatta leginkább. Elméleti felkészültsége mellett gyakorlati rálátását úgy szerezte meg, hogy egy évtizeden át az Országos Szervestrágyázási Vállalat vezérigazgatója, majd a Fővárosi Talajerő Gazdálkodási Vállalat igazgatóhelyettese – főmérnöke lett. Új beosztásában humuszgyárat létesített, ahol a város szemetéből televényt állított elő, s ezer- meg ezer vagonnyit szállított az ország homokos talajú vidékeire, hogy a föld dúsabban teremjen.
Szakmai tartalmú írásai mellett nem egy szépirodalmi mű is került ki a kezei alól, amelyek elsősorban önéletrajzi ihletésűek: Anna és Mária (regény, Budapest, 1943), A fekete kecske (regény, Budapest, 1948), Hét ember meg egy fél (regény, Budapest, 1965).

## Politikai szerepvállalása
A szlovákiai Sarló mozgalomban indult politikusi pályája. Szellemileg és mozgalmilag a népi írók köréhez kötődött, azon belül is a Nemzeti Parasztpárthoz. Az 1943-ban megrendezett, híres szárszói konferencia egyik nagy figyelmet keltett előadója volt. 1945 és 1948 között a Nemzeti Parasztpárt budapesti titkára. Pártja színeiben 1945-ben Győrből bejutott az Ideiglenes Nemzetgyűlésbe, majd az nemzetgyűlési választáson az Esztergom vármegyei listáról került a törvényhozásba. Mint „felvidéki szakértőt”, a Beneš által kikényszerített csehszlovák-magyar lakosságcsere végrehajtásának hálátlan feladatát rótták ki rá: kormánybiztossá nevezték ki, 1946-ban. A kormánybiztossággal egy időben parasztpárti politikusként a Kereskedelmi és Szövetkezetügyi Minisztérium államtitkára lett. A feladat nem volt idegen számára, mert Párizsban szövetkezeti ismereteket is tanult. A finn és dán szövetkezési formákat tartotta követendő példának, ez azonban összeegyeztethetetlen volt az itthon bevezetett kolhozrendszerrel.
Mivel pártján belül a Veres Péter körül csoportosuló centrumhoz tartozott, a kommunista hatalomátvétel után nem kapott komoly beosztást. 1949-ben egy Rákosi Mátyással folytatott vita után minden politikai és közéleti rangjáról le kellett mondania, vagyonát elkobozták. A Rákosi-diktatúra idején nemkívánatos személyként bujkálnia kellett, és szakíróként is háttérbe szorult. Később rehabilitálták, így munkái a nyilvánosság elé kerülhettek, de mindvégig azzal vádolták, hogy „nyugatra kacsintgat”. Írásai nem egyszer évekig porosodtak hozzá nem értők fiókjaiban. Így történhetett meg, hogy Európában elsőként körbejárt témakörben megírt művének, Az öngyilkos civilizációnak kiadását addig húzták-halasztották, hogy Fritz Bade időben később elkészült Versenyfutás a 2000. évért című könyve hamarabb került magyar fordításban a hazai olvasóközönség elé, és aratott nagy sikert.
A folyamatos mellőzés és elhallgattatás ellenére töretlenül hitt az általa képviselt értékekben és nézetekben. Formátumára és népi-nemzeti elkötelezettségére jellemző, hogy a megalázó munkakörnek szánt „szervestrágyázási” megbízatásból is a maximumot tudta kihozni. Nemcsak a problémák kulturált megoldását segítette, hanem egy új tudomány megalapítója is lett hazánkban.
Túlzás nélkül megállapítható, hogy jelentős személyiség volt, amire politikai karrierjénél is fényesebb bizonyítékul szolgálnak művei. Mindazonáltal életútjáról és munkásságáról a mai napig is kevés ismeret áll rendelkezésre. Életműve szinte feldolgozatlannak és ismeretlennek mondható, bár jelentőségét egyre többen kezdik felismerni.

## Emlékezete
- Esztergomban az ő nevét viseli a Dr. Jócsik Lajos – díj „Esztergom Tiszta, Zöld Környezetéért”
- 2007 szeptembere óta Esztergomban utca viseli a nevét

## Főbb művei
- Iskola a magyarságra. Egy nemzedék élete húszéves kisebbségben (Érsekújvár, 1939)
- Idegen igában – Húsz év cseh uralom alatt (Budapest, 1940)
- Iparra magyar! (tanulmány, 1941)
- Hazatérés, tájékozódás (Pécs, 1942)
- Anna és Mária (regény, Budapest, 1943)
- A magyarság a cseh és szlovák néprajzi térképeken (tanulmány, Budapest, 1943)
- A Közép-Duna medence közgazdasága (Budapest, 1944)
- Magyar szabadság, világszabadság (Kolozsvár, 1945)
- German Economic Influences in the Danube Valley (tanulmány, Budapest, 1946)
- A társadalomtudomány és a közoktatás (tanulmány, Budapest, 1946)
- A közösség gazdasági élete (Budapest, 1946)
- Gazdasági és társadalmi rendünk kialakulása (tanulmány, 1947)
- Szövetkezeti világ felé (tanulmány, Budapest, 1947)
- A fekete kecske (regény, Budapest, 1948)
- Komposztálás (tanulmány, Budapest, 1962)
- A világ kenyere ma és 2000-ben: [körutazás a Föld élelmiszer-ellátásának térképén] (Budapest, 1964)
- Hét ember meg egy fél (regény, Budapest, 1965)
- Az öngyilkos civilizáció. A levegő és víz szennyeződése, a talajerő pusztulása; Közgazdasági és Jogi, Bp., 1971
- Környezetünk védelmében. Hazai feladatok és nemzetközi együttműködés (Budapest, 1976)
- Egy ország a csillagon (Budapest, 1977)
- A gútori veszedelem

### Visszaemlékezés
- Dr. Nemes Tamás, ny. orvos, az író rokona

### Kutatások
- Szabó A. Ferenc, egyetemi tanár (2005. február)
- Szuhi Attila, az Esztergomi Környezetkultúra Egyesület elnöke (2005. február)

### Folyóiratok, újságcikkek
- Botka Ferenc (1980). A 70 éves Jócsik Lajos köszöntése. Élet és Irodalom (18).
- Csák Gyula (1981). Jócsik Lajos halálára. Élet és Irodalom (2).
- Óháti Nagy László (1984). Egy magyar a Közép-Duna medencében. Valóság (1).
- Török András István. „Az elfelejtett Jócsik Lajos”, Magyar Nemzet Online, 2000. december 2. (Hozzáférés: 2007. december 9.)
- Fábián Gyula. „Jócsik Lajos tiszta igaza”, Magyar Nemzet Online, 2004. augusztus 4. (Hozzáférés: 2007. december 9.)

### Internetes hivatkozások
- Életrajza] a Magyar életrajzi lexikonban (HTML). (Hozzáférés: 2007. december 9.)
- Életrajza az 1947-1949-es Országgyűlés almanachjában, Budapest, 2005